# Wiersz

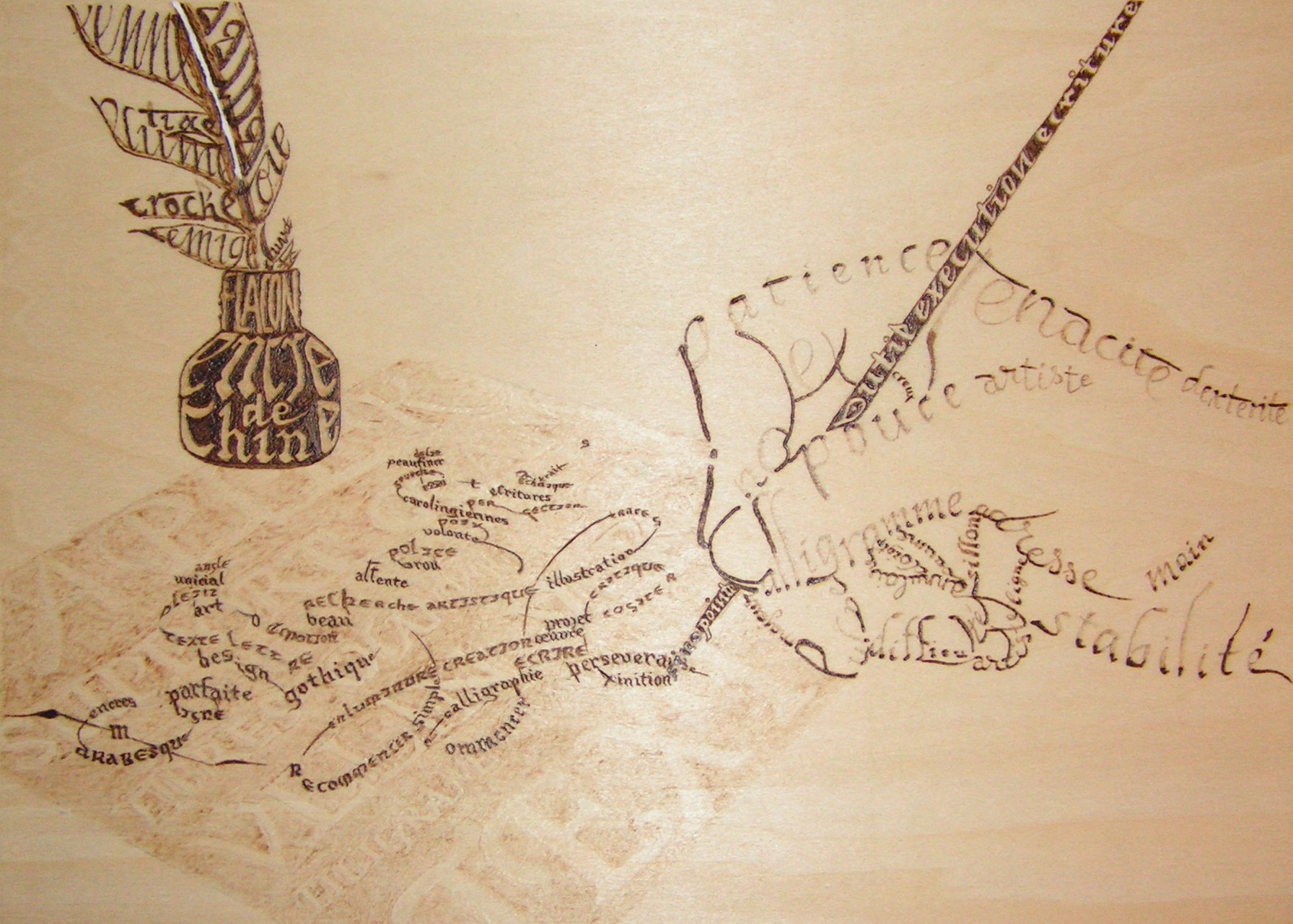
Kaligram, jedna z wizualnych prezentacji wiersza w formie graficznej

Wiersz (także: mowa wiązana, oratio vincta) – sposób organizacji tekstu polegający na powtarzaniu się w nim odcinków o takich samych właściwościach strukturalnych; przeciwieństwo prozy; utwór o swoistej kompozycji językowej, w której wers (linijka wiersza wyodrębniona intonacyjnie i graficznie) pełni funkcję wierszotwórczą, wykorzystuje środki stylistyczne w funkcji poetyckiej, impresywnej lub ekspresywnej.

## Budowa wiersza
Na budowę wiersza składają się:
- liczba strof,
- liczba wersów w strofie,
- liczba sylab (zgłosek) w każdym wersie,
- rymy (z uwzględnieniem wszystkich cech),
- rytm (regularność w rozkładzie akcentów).

## Rodzaje wierszy
Wiersze (ogólnie) dzieli się na dwa podtypy:
- wiersz systemowy – występują w nim przynajmniej dwie cechy stałe (tzw. constansy), np. stały układ stóp metrycznych w strofach (ew. strofoidach) i regularne rymy żeńskie. Przykładem wiersza systemowego może być Arcymistrz A. Mickiewicza
- wiersz niesystemowy – występuje w nim jedna cecha stała (tzw. constansa) lub mniej. Przykładem takiego utworu może być wiersz Drzewa W. Bonowicza

Ze względu na strofikę wyróżnia się wiersz:
- stroficzny – zbudowany z wyraźnie zaznaczonych strof, np. niektóre epigramaty, fraszki
- stychiczny (ciągły) – zbudowany z ciągu wersów, bez podziału na strofy, np. bajka Ignacego Krasickiego Dewotka

- biały – bez rymów w klauzulach
- sylabiczny
  - jednakowa liczba sylab w każdym wersie
  - stały akcent (na drugiej sylabie od końca) przed średniówką i w wyrazach kończących wers
  - średniówka w wersach dłuższych niż ośmiozgłoskowe
  - regularne rymy żeńskie
- sylabotoniczny
  - bardziej zrytmizowany niż wiersz sylabiczny
  - jednakowa liczba sylab w wersie
  - jednakowa liczba sylab akcentowanych w wersie i ich stałe miejsca
- toniczny – Występuje w nim jednakowa liczba akcentów w każdym wersie, równocześnie ich rozkład nie jest stały. Na przykład w Księdze ubogich J. Kasprowicza, w strofie: „Umiłowanie ty moje! (dwa zestroje akcentowe)/ Kształty nieomal dziecięce! (trzy zestroje akcentowe)/ Skroń dotąd nie pomarszczona (trzy zestroje akcentowe)/ Białe, wąziutkie ręce” (trzy zestroje akcentowe). Dzięki regularnemu układowi zestrojów akcentowych w poszczególnych wersach wybija się rytm, tempo muzyczne strofy. Poeci, którzy stosowali wiersz toniczny, to m.in. W. Broniewski, J. Tuwim, K. Iłłakowiczówna, T. Gajcy.

- wolny (intonacyjny, zdaniowy);
  - rym tworzą powtarzające się wersy
  - długość wersów nie jest jednakowa
  - intonacja wierszowa zamiast składniowej (stąd często stosowana przerzutnia)
  - fazy intonacyjne pokrywają się ze składniowymi
  - często rezygnacja z podziału na strofy (wiersze wolne często są wierszami stychicznymi)
  - nie jest też wymogiem stosowanie rymów (stąd też są to najczęściej wiersze bezrymowe)
  - poezja współczesna wykorzystuje najczęściej wiersz wolny
- nieregularny –  utwór rytmicznie rozmaity; najważniejszą cechą kompozycji jest jej nieregularność, stosowana w celu zaskoczenia odbiorcy
- graficzny – słowa bądź wersy tworzą ilustrację związaną z ruchem w sztuce arte prowera; wiersz tworzy: krzyż, słowo, ilustrację, myśl
- poezja konkretna – Apollinaire (francuski poeta) nazwał swoje wiersze poezją konkretną; wersy tworzą ilustrację np. wieży Eiffla.
- wiersz obrazkowy (carmen figuratum, technopegnion) – powstał na kanwie zabawy literackiej, rodzaj artystycznej rozrywki, w dobie staropolskiej tuż po zakończeniu antyku; wersy układały się na kształt przedmiotu, zjawiska o którym mówił utwór
- gobelinowy – związany z literaturą XX wieku, obrazek kolażowy; Stanisław Czycz wprowadzał znaki graficzne: nuty, pięciolinie, słowo; nie trzeba ich czytać chronologicznie